# Asura indecisa
Asura indecisa är en fjärilsart som beskrevs av Walker 1869. Asura indecisa ingår i släktet Asura och familjen björnspinnare. Inga underarter finns listade i Catalogue of Life.